# Пим, Барбара
Барбара Мэри Крэмптон Пим (англ. Barbara Mary Crampton Pym; 2 июня 1913[…], Озуэстри — 11 января 1980[…], Finstock, Оксфордшир) — британская писательница.
Барбара Пим родилась в Озуэстри, графство Шропшир, в семье адвоката. Была старшей дочерью. Получила образование в частной школе для девочек Queen’s Park School, а с двенадцати лет посещала Хьютон Колледж близ Ливерпуля. В школе возглавляла литературное общество. Изучала английский язык в Колледже Св.Хильды. Во время Второй мировой войны служила в Женской вспомогательной службе ВМС Великобритании.
В её литературной карьере был большой перерыв с 1963 года по 1977 год, когда несмотря на уже имевшуюся популярность и успех ранее написанных ею произведений, она не смогла найти издателя для своих новых книг, написанных в юмористическом жанре.
Поворотной для Барбары Пим стала статья в Литературном приложении Times, где два известных в литературных кругах человека, Филипп Ларкин и Лорд Дэвид Сэсил, назвали её самой недооцененной писательницей столетия. Пим и Ларкин состояли в плотной переписке много лет. Её роман-возвращение «Осенний квартет» (1977) был номинирован на Букеровскую премию. Роман рассказывает о четырёх пожилых людях (двух женщинах и двух мужчинах), которые вынуждены делить один кабинет. Они «досиживают» до пенсии. Казалось бы, в их жизни уже нет места страстям и переживаниям.
Её другой роман «The Sweet Dove Died», ранее отвергнутый многими издателями, был незамедлительно напечатан и принят критикой. Несколько её более ранних произведений были опубликованы уже после её смерти. Однако самым успешным её произведением стал роман «Превосходные женщины».
Пим работала в Международном Институте Африки в Лондоне и много времени уделяла редактированию его научного журнала «Африка». Отсюда нередко появление в её романах антропологов.
Барбара Пим никогда не была замужем, хотя на протяжении жизни не раз имела довольно близкие отношения с мужчинами, в частности, с однокурсником по Оксфорду Генри Харви, а также с будущим политиком Джулианом Эмери.
После ухода на пенсию Барбара Пим переехала в деревню Финсток (графство Оксфордшир) в собственный коттедж Barn Cottage, в котором проживала вместе со своей младшей сестрой Хилари. В 1980 году Барбара Пим умерла от рака груди в возрасте 66 лет. После смерти сестры, Хилари продолжила заниматься литературными произведениями Барбары. В 1993 году она основала Общество Барбары Пим. Хилари Пим умерла в феврале 2005 года. В 2006 году на доме Барбары Пим была установлена синяя табличка. Сестры принимали активное участие в жизни деревни и обе похоронены на местном церковном кладбище.
После смерти писательницы также были изданы её дневники под названием «Очень личный взгляд» («A Very Private Eye») (1985).

«Когда читают книги Пим обычно не хохочут; это было бы слишком. Обычно улыбаются. Улыбаются, и откладывают книгу, чтобы насладиться улыбкой. Затем снова берут книгу, а спустя несколько минут вновь улыбаются над неожиданно подмеченной человеческой слабостью.» Оригинальный текст (англ.)One does not laugh out loud while reading Pym; that would be too much. One smiles. One smiles and puts down the book to enjoy the smile. Then one picks it up again and a few minutes later an unexpected observation on human foibles makes one smile again— Александр Маккол Смит

«Превосходные женщины» Барбары Пим — это поразительное напоминание о том, что одиночество может быть осознанным выбором, и о том, что живой и цельный роман может всецело быть построен вокруг столь регрессивной добродетели, как женское терпениеОригинальный текст (англ.)Pym’s “Excellent Women” is “a startling reminder that solitude may be chosen, and that a lively, full novel can be constructed entirely within the precincts of that regressive virtue, feminine patience— Джон Апдайк

## Произведения
- Some Tame Gazelle (1950)
- «Превосходные женщины» / Excellent Women (1952)
- Jane and Prudence (1953)
- Less than Angels (1955)
- A Glass of Blessings (1958)
- No Fond Return Of Love (1961)
- «Осенний квартет» / Quartet in Autumn (1977)
- The Sweet Dove Died (1978)
- «Несколько зелёных листьев» / A Few Green Leaves (1980)[9]
- Crampton Hodnet (закончена примерно в 1940, опубликована 1985)
- An Unsuitable Attachment (написана в 1963; опубликована посмертно в 1982)
- An Academic Question (написана в 1970-72; опубликована в 1986)